# Agnes Tachyon
Agnes Tachyon (japanska: アグネスタキオン), född 13 april 1998, död 22 juni 2009, var ett obesegrat engelskt fullblod, mest känd för att ha segrat i Yayoi Sho (2001) och Satsuki Sho (2001). Efter tävlingskarriären var han ledande avelshingst i Japan (2008). Han var även helbror med Agnes Flight.

## Bakgrund
Agnes Tachyon var en fuxhingst efter Sunday Silence och under Agnes Flora (efter Royal Ski). Han föddes upp och ägdes av Takao Watanabe. Han tränades under tävlingskarriären av Hiroyuki Nagahama.
Agnes Tachyon tävlade mellan 2000 och 2001, och sprang in totalt 222 082 000 japanska yen på 4 starter, varav lika många segrar. Han tog karriärens största segrar i Yayoi Sho (2001) och Satsuki Sho (2001).

## Karriär
Agnes Tachyon var obesegrad i sina fyra starter, inklusive Satsuki Sho (japanska 2000 Guineas), innan en skada tvingade honom att avsluta sin tävlingskarriär. Han blev senare en framgångsrik avelshingst i Japan.
Agnes Tachyon blev ledande avelshingst i Japan 2008, och avled i juni 2009 på grund av hjärtsvikt.

## Framgångsrika avkommor
Källa:
| Född | Namn             | Större segrar i urval                                       |
| ---- | ---------------- | ----------------------------------------------------------- |
| 2003 | Lanzarote        | Procyon Stakes                                              |
| 2003 | Shonan Tachyon   | Niigata Nisai Stakes                                        |
| 2003 | Logic            | NHK Mile Cup                                                |
| 2004 | Daiwa Scarlet    | Arima Kinen, Shūka Sho, Queen Elizabeth II Cup, Osaka Hai   |
| 2004 | Admire Aura      | Yayoi Sho, Kyōto Kinen, Shinzan Kinen,                      |
| 2004 | Shonan Talent    | Flower Cup                                                  |
| 2004 | Meine Canna      | Fukushima Himba Stakes                                      |
| 2005 | Deep Sky         | Tokyo Yūshun, NHK Mile Cup                                  |
| 2005 | Admire Commando  | Aoba Sho                                                    |
| 2005 | Rainbow Pegasus  | Kisaragi Sho, Sekiya Kinen                                  |
| 2005 | Daiwa Wild Boar  | St Lite Kinen                                               |
| 2005 | Little Amapola   | Queen Elizabeth II Cup, Daily Hai Queen Cup, Aichi Cup      |
| 2005 | Captain Thule    | Satsuki Shō, Daily Hai Nisai Stakes, Asahi Challenge Cup    |
| 2005 | Reve d'Essor     | Daily Hai Nisai Stakes, Hanshin Juvenile Fillies, Tulip Sho |
| 2005 | Copano Jingu     | Meguro Kinen                                                |
| 2006 | Broad Street     | Rose Stakes                                                 |
| 2006 | I Am Kamino Mago | Hanshin Himba Stakes                                        |
| 2006 | Nike High Grade  | Haneda Hai                                                  |
| 2007 | Sunrise Prince   | New Zealand Trophy                                          |
| 2007 | Quark Star       | St Lite Kinen                                               |
| 2007 | Ridill           | Swan Stakes, Daily Hai Nisai Stakes                         |
| 2008 | Red Davis        | Shinzan Kinen, Mainichi Hai, Naruo Kinen                    |
| 2008 | I Am Actress     | Unicorn Stakes                                              |
| 2009 | Grandezza        | Spring Stakes, Tanabata Sho, Sapporo Nisai Stakes           |
| 2009 | Sound of Heart   | Hanshin Himba Stakes                                        |
| 2009 | Omega Heartland  | Flower Cup                                                  |
| 2009 | Osumi Ichiban    | Diolite Kinen, Hyogo Championship                           |
| 2009 | Northern River   | Saitama Hai, Arlington Cup, Capella Stakes                  |
| 2009 | Red Claudia      | Queen Sho                                                   |
| 2010 | Red Arion        | Yomiuri Milers Cup, Sekiya Kinen                            |
| 2010 | Jebel Musa       | Elm Stakes                                                  |

## Stamtavla
| Efter Sunday Silence (USA) 1986 | Halo (USA) 1969       | Hail to Reason 1958  | Turn-to                         |
| Efter Sunday Silence (USA) 1986 | Halo (USA) 1969       | Hail to Reason 1958  | Nothirdchance                   |
| Efter Sunday Silence (USA) 1986 | Halo (USA) 1969       | Cosmah 1953          | Cosmic Bomb                     |
| Efter Sunday Silence (USA) 1986 | Halo (USA) 1969       | Cosmah 1953          | Almahmoud                       |
| Efter Sunday Silence (USA) 1986 | Wishing Well 1975     | Understanding 1963   | Promised Land                   |
| Efter Sunday Silence (USA) 1986 | Wishing Well 1975     | Understanding 1963   | Pretty Ways                     |
| Efter Sunday Silence (USA) 1986 | Wishing Well 1975     | Mountain Flower 1964 | Montparnasse                    |
| Efter Sunday Silence (USA) 1986 | Wishing Well 1975     | Mountain Flower 1964 | Edelweiss                       |
| Undan Agnes Flora (JPN) 1987    | Royal Ski 1974        | Raja Baba            | Bold Ruler                      |
| Undan Agnes Flora (JPN) 1987    | Royal Ski 1974        | Raja Baba            | Missy Baba                      |
| Undan Agnes Flora (JPN) 1987    | Royal Ski 1974        | Coz o'Nijinsky 1969  | Involvement                     |
| Undan Agnes Flora (JPN) 1987    | Royal Ski 1974        | Coz o'Nijinsky 1969  | Gleam                           |
| Undan Agnes Flora (JPN) 1987    | Agnes Lady (JPN) 1976 | Remand 1965          | Alcide                          |
| Undan Agnes Flora (JPN) 1987    | Agnes Lady (JPN) 1976 | Remand 1965          | Admonish                        |
| Undan Agnes Flora (JPN) 1987    | Agnes Lady (JPN) 1976 | Ikoma Eikan (JPN)    | Sallymount                      |
| Undan Agnes Flora (JPN) 1987    | Agnes Lady (JPN) 1976 | Ikoma Eikan (JPN)    | Heatherlands (GB) (familj: 1-l) |